# オフライン
オフライン（offline）とは、他のコンピュータやノードと接続されていない状態のことを言う。オンラインという言葉が出来たため、従来あったコンピュータ単体の運用を示すレトロニムである。

## 概要
オンラインでない状態、すなわち「コンピュータがネットワークに接続されていない状態」あるいは「ネットワーク接続が基本的に必要ない状態」を特に指し示したい場合には「オフライン」と呼ぶ。例えばネットワーク接続が不要な間は接続をしないで作業することを「オフラインで作業する」と表現する。
eスポーツの用語では、選手を一か所に集め、会場内の閉じたローカルエリアネットワークで試合を行う事を「オフライン」としている。選手がインターネットなどで複数個所から接続する「オンライン」と対比した言葉ではあるが、一般的なオフラインとは異なる用語である。